# Тренер (телесериал)
«Тренер» (англ. Coach) — американский ситком, который транслировался на ABC в течение девяти сезонов, с 1989 по 1997 год. В шоу снялся Крэйг Т. Нельсон, который сыграл главного тренера вымышленного первого дивизиона университетской футбольной команды Хейдена Фокса. В сериале также снялись Шелли Фабаре, Джерри Ван Дайк и Билл Фагербакки.
Ситком транслировался на ABC по вторникам после «Розанна», достигая Топ 20 в первые сезоны, прежде чем подняться до шестой строчки в годовом рейтинге в пятом и шестом сезонах. Осенью 1994 года сериал был перенесен с теплого временного интервала вторника на ранний, восьмичасовой слот понедельника. Это послужило резкому падению рейтингов и сериал закончил сезон на 53-й позиции в годовом рейтинге. В следующем сезоне ABC вернул сериал на вторник, благодаря чему он вновь попал в Топ 20. Финальный, девятый сезон, опустился до 63-й позиции в годовой таблице рейтингов. Со времен закрытия, сериал нашел относительный успех в синдикации
Сериал за период своей трансляции шестнадцать раз номинировался на премию «Эмми» в различных категориях, выиграв две статуэтки; за лучшую мужскую роль в комедийном сериале (Нельсон) и в категории «Лучший приглашённый актёр в комедийном сериале» (Тим Конуэй). Также Нельсон четырежды номинировался на «Золотой глобус», а сам ситком в 1994 году выдвигался как «Лучший телевизионный сериал — комедия или мюзикл».
26 марта 2015 года, спустя почти два десятилетия после закрытия, NBC решил возродить сериал с заказом первого сезона из тринадцати эпизодов, где примет участие Крэйг Т. Нельсон. 31 августа, однако, было объявлено о закрытии сериала после съемок пилотного эпизода.